# ویلیام مارتن (قایقران بادبانی)
ویلیام مارتن (فرانسوی: William Martin‎; ۲۵ اکتبر ۱۸۲۸ – ۲۵ فوریهٔ ۱۹۰۵) قایقران قایق بادبانی اهل فرانسه بود.